# Jenzat
 Jenzat  là một xã ở tỉnh Allier thuộc miền trung nước Pháp.